# Košický vládní program

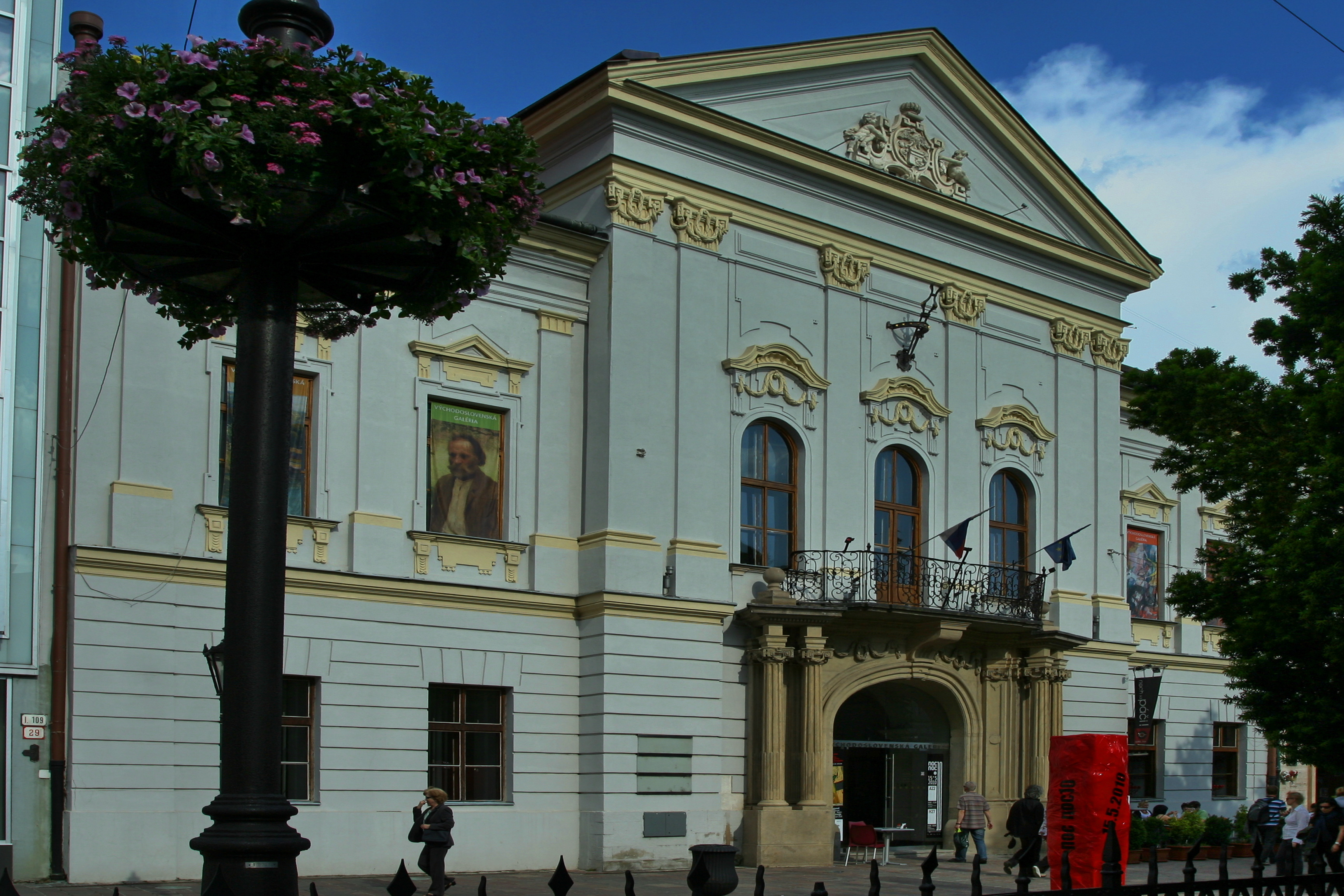
Župní dům, v období 1945–1990 Dům Košického vládního programu

Jako Košický vládní program je označován programový dokument, který po příchodu na československé území schválila tehdejší vláda 5. dubna 1945 na zasedání v Košicích. Dokument určoval zásady budoucí politiky a byl označován za „program národní a demokratické revoluce“. Posunul orientaci Československa dále směrem k SSSR a „právně“ ukotvil závislost na SSSR. Deklaroval tvrzení o kolektivní vině pravicových stran, německého a maďarského obyvatelstva za rozbití Československa a spolupráci s nacistickým režimem. Návrh textu byl připraven zástupci KSČ.

## Příprava
V závěrečné etapě 2. světové války proběhla jednání mezi prezidentem Edvardem Benešem a moskevským vedením KSČ v čele s Klementem Gottwaldem, jehož výsledkem byla dohoda o vytvoření domácí vlády Národní fronty Čechů a Slováků. Uvádělo se, že vláda schválila tzv. Košický vládní program po příjezdu na československé území, dne 5. dubna 1945 v Košicích. Ve skutečnosti byl vládní program podepsán již 29. března v Moskvě. Strany londýnského exilu přijely na jednání nedostatečně připraveny. Vedle komunistů předložili návrh pouze sociální demokraté, tzv. Akční program, ten odmítl předsedající jednání sociální demokrat Zdeněk Fierlinger (pozdější člen KSČ a podle některých možný agent NKVD) a byl projednáván pouze návrh komunistů, připravovaný Klementem Gottwaldem od konce roku 1944.

## Národní fronta
Z politického života byly výslovně vyloučeny některé strany, například Republikánská strana zemědělského a malorolnického lidu (agrárníci), obnovena nebyla ani Československá národní demokracie. Jiné strany povolené nebyly. Zbylé strany společně kandidovaly do voleb v roce 1946 pod názvem Národní fronta Čechů a Slováků.

## Znárodnění a zkonfiskování majetku
V ekonomické části zdůrazňoval vládní program několik hlavních úkolů – urychleně obnovit národní hospodářství zpustošené během války, položit základy nové sociální politiky „ve prospěch všech vrstev pracujícího lidu“ a bezodkladně zajistit a pod národní správu převést majetek zrádců (dokument hovořil o majetku „Němců, Maďarů, zrádců a kolaborantů“ s výjimkou německých a maďarských antifašistů). Na zkonfiskované půdě se měla uskutečnit pozemková reforma. Vláda prohlásila, že „požene s veškerou rozhodností před soud zrádce z řad bankovních, průmyslových a zemědělských magnátů“ a že je třeba „postavit celý peněžní a úvěrový systém, klíčové podniky průmyslové, pojišťovnictví, přírodní a energetické zdroje pod všeobecné státní vedení“.
Požadavek znárodnění nebyl vládním programem výslovně uveden, ale všeobecně se s ním počítalo. O jeho rozsahu mělo být rozhodnuto až po osvobození celého státu. Šlo o požadavek tak populární mezi obyvatelstvem, že proti němu téměř nikdo otevřeně nevystoupil. Např. i nesocialisticky orientovaná Demokratická strana na Slovensku, která se stavěla za soukromé vlastnictví, zároveň deklarovala potřebu zestátnit podniky určitých kategorií, jestliže tím lépe poslouží sociálním potřebám a veřejným zájmům. Výhrady nesocialistických stran se při projednávání znárodňovacích dekretů týkaly v podstatě jen rozsahu znárodnění, rychlosti postupu, úlohy družstevnictví a některých organizačních a procedurálních otázek.

## Národní správa
Majetek nepřátel a zrádců podléhal národní správě, kterou vykonávali buď jednotlivci (řemeslné dílny, obchody, zemědělské usedlosti), nebo kolektivní orgány (větší podniky).
Národní správy se zřizovaly i v akciových společnostech, v jejichž vedení zasedali občané nepřátelských států nebo zrádci. Protože tomu tak bylo ve většině velkých podniků, byly již několik měsíců před vydáním znárodňovacích dekretů radikálně oslabeny pozice velkoburžoazie a rozbity monopolní organizace. Jen v průmyslu podléhalo koncem srpna 1945 národní správě 9045 závodů s 923 000 zaměstnanci. Ne všechny národní správy však měly represivní charakter. Vznikaly také tam, kde byl chod podniků ohrožen nepřítomností majitelů před jejich návratem z emigrace, z koncentračních táborů apod.
Velká část majetku pod národní správou byla v říjnu 1945 zkonfiskována (vyvlastněna bez náhrady ve prospěch státu). Půda zrádců byla vyvlastněna již v červnu 1945. S konfiskovaným majetkem bylo možno naložit dvojím způsobem – znárodnit nebo zprivatizovat ho. Postupně krystalizovalo řešení, které předpokládalo, že z konfiskované majetkové podstaty přejdou do soukromého vlastnictví nových nabyvatelů (popř. do družstevního sektoru) drobné a střední zemědělské, řemeslné a obchodní závody; velké podniky měly být znárodněny. Toto rozhodnutí odpovídalo celkové ekonomické koncepci probíhající revoluce, která v dané etapě vývoje počítala s vícesektorovou strukturou ekonomiky – koexistencí veřejného sektoru, malovýroby a limitovaného soukromokapitalistického podnikání.
V polovině roku 1945 se ústředním bodem revolučního pohybu stalo hnutí za znárodnění velkého kapitalistického vlastnictví v nezemědělské sféře. Tento požadavek prosazovaly zejména KSČ, sociální demokraté a Revoluční odborové hnutí (odborové organizace vytvořily na rozdíl od předmnichovské republiky jednotnou organizaci). Znárodnění mělo rovněž vymanit československé hospodářství ze závislosti na zahraničním kapitálu. Řešilo též problém sanace velkého průmyslu a bank, jimž hrozil následkem hospodářské politiky nacistů bankrot (obrovské nedobytné pohledávky v Německu aj.).

## Čtyři dekrety prezidenta republiky (zestátnění klíčových oborů průmyslu, potravinářského průmyslu, bank a pojišťoven)
Znárodnění se uskutečnilo na základě čtyř dekretů prezidenta ČSR ze dne 24. října 1945 (v té době ještě nebylo ustanoveno Národní shromáždění, takže nemohly být vydávány zákony). Vyhlášeno bylo na manifestaci na Václavském náměstí dne 28. října. Prvním dekretem byl zestátněn klíčový a velký průmysl, dalšími dekrety potravinářský průmysl, akciové banky a pojišťovny. Již dříve byl znárodněn filmový průmysl včetně dovozu, vývozu a distribuce filmů.
V průmyslu se znárodnění vztahovalo na všechny podniky v klíčových oborech a jinde na velké podniky s více než 150–500 zaměstnanci. V několika oborech byla hranice pro znárodnění stanovena podle kapacity výrobního zařízení. Plně znárodněny byly zejména doly, samostatné elektrárny, plynárny, hutě, válcovny, zbrojovky, cementárny, celulózky a důležité obory chemického průmyslu.
Celkem bylo v průmyslu znárodněno více než 3000 podniků (technických jednotek), tj. 67 % celkového počtu průmyslových podniků, v nichž v březnu 1947 pracovalo 61 % zaměstnanců průmyslu. Výrobní kapacita znárodněných podniků představovala téměř dvě třetiny československého průmyslu. Skutečný podíl veřejného sektoru v průmyslu byl ještě vyšší (podíl komunálních a družstevních podniků, podniky, které byly již dříve ve vlastnictví státu). Definitivně však zatím nebylo rozhodnuto o té části průmyslových konfiskátů pod národní správou, jejichž velikost nedosahovala hranice stanovené pro znárodnění. Jejich reprivatizací by byl posílen kapitalistický sektor, kde pracovalo 15% zaměstnanců průmyslu. V roce 1947 rozhodla vláda, že zbývající průmyslové konfiskáty mají být přednostně včleňovány do národních podniků nebo předávány do správy obcí.
Velký hospodářský dosah mělo znárodnění bank a pojišťoven. Postátňovaly se všechny akciové banky a soukromé pojišťovny, takže v peněžnictví zůstaly neznárodněné jen družstevní a veřejnoprávní ústavy lidového peněžnictví. Po likvidaci německých a maďarských ústavů působilo v peněžnictví 14 bank – národních podniků, z toho 8 v českých zemích a 6 na Slovensku.

## Náhrada za znárodněný majetek
Nárok na náhradu za znárodněný majetek měli ti bývalí vlastníci, kteří nepatřili do kategorie nepřátel a zrádců. Náhrad se naprostá většina vlastníků nikdy nedočkala. U mnoha těchto osob však náhrada nepřipadala v úvahu, protože některé znárodněné majetky byly z doby války tak zadlužené, že je stát musel naopak sanovat[zdroj?]. Všeobecně se počítalo s tím, že náhrady bude možno platit až v delším období v závislosti na hospodářských výsledcích znárodněného sektoru[zdroj?]; jinak hrozil rozvrat měny nebo by došlo k formálnímu převodu peněžních částek ve vázané vklady (týden po vyhlášení znárodňovacích dekretů se uskutečnila měnová reforma)[zdroj?]. V praxi se náhrady vyplácely v hotovosti formou zálohy jen omezenému počtu bývalých vlastníků nebo jejich dědicům, např. starým a nemocným osobám, nezletilým pozůstalým nebo osobám pronásledovaným fašismem.
Náhrady za znárodněný zahraniční kapitál byly přiznány občanům z vítězných a neutrálních zemí. Jejich objem a způsob splácení byly řešeny mezistátními dohodami. Podle první podepsané dohody se Švýcarskem se náhrady vyplácely z části výnosu československého exportu do Švýcarska, což stimulovalo švýcarské dovozce do té míry, že se Švýcarsko stalo před únorem 1948 vůbec největším československým obchodním partnerem. Zahraniční obchod se Švýcarskem končil vysokými aktivy, která byla po odpočtu náhrad využívána k nákupu zboží v jiných státech.

## Národní podniky
Průmyslové podniky, banky a pojišťovny znárodněné v říjnu 1945 se v dalších měsících slučovaly ve větší celky a přetvářely v národní podniky. V průmyslu vzniklo do konce roku 1947 z 3348 závodů (technických jednotek) podléhajících znárodnění 321 národních podniků. Na jeden národní podnik připadalo v resortu ministerstva průmyslu koncem roku 1946 téměř 3500 pracovníků a v resortu ministerstva výživy o rok později přibližně 250 pracovníků.
Národní podniky měly postavení samostatných právnických osob a řídilo je představenstvo v čele s ředitelem. Stát je vybavil kmenovým jměním a rezervním fondem. Na státní rozpočet nebyly napojeny přímo, nýbrž přes účet na ministerstvu financí, na němž se shromažďovaly zisky podniků i dotace státu na investice, případně na úhradu bilančních ztrát. Bylo tedy zřejmé, jaké jsou hospodářské výsledky jednotlivých podniků. Závody byly jen místními jednotkami národních podniků bez právní a hospodářské samostatnosti. Ve vnitropodnikové organizaci a způsobu řízení byly uplatněny některé rysy převzaté z nejpokročilejších kapitalistických podniků podléhajících znárodnění, zejména Baťových závodů, firmy Škoda a Československé zbrojovky v Brně.
V prvních poválečných letech měli značný vliv na řízení a činnost národních podniků dělníci a další zaměstnanci prostřednictvím závodních rad, odborových organizací a přímého zastoupení v představenstvech národních podniků[zdroj?]. Rozsáhlou pravomoc závodních rad garantoval dekret, který vstoupil v platnost zároveň se znárodňovacími dekrety. Ředitelé národních podniků mohli být jmenováni až po předběžném schválení Ústřední rady odborů. Z členů představenstev národních podniků volili jednu třetinu zaměstnanci z vlastních řad a dvě třetiny jmenovaly nadřízené orgány po dohodě s Ústřední radou odborů.
Tehdejší koncepce národních podniků měla proti praxi po roce 1948 řadu předností. Zaměstnanci byli zainteresovaní na činnosti svých podniků a neprojevoval se u nich pozdější pocit odcizení. Hospodaření národních podniků probíhalo na bázi obchodního podnikání a z podniků byly známé výsledky jejich hospodaření, objem zisku i případných ztrát a dotací.
Po volbách roku 1946 obsahoval nový vládní program formulaci, že vláda pokládá znárodňovací akci ve výrobě za ukončenou. Tím měla být vytvořena stabilní perspektiva pro soukromé podnikání v průmyslu a zároveň bylo naznačeno, že je možno rozšířit znárodnění na sféru oběhu – na zahraniční obchod, velkoobchod a na největší obchodní domy.